# Горски цар (ТВ серија)
„Горски цар” је југословенска телевизијска серија снимљена 1968. године у продукцији Телевизије Београд.

## Епизоде
| Сезона | Епизода | Назив     | Датум              |
| ------ | ------- | --------- | ------------------ |
| 1      | 1       | Момковање | 17. фебруара 1968. |
| 1      | 2       | Мреже     | 24. фебруара 1968. |
| 1      | 3       | Крај      | 2. марта 1968.     |

## Улоге
| Глумац                 | Улога                 |
| ---------------------- | --------------------- |
| Гојко Шантић           | Ђурица (3 еп. 1968)   |
| Бранислав Цига Јеринић | (3 еп. 1968)          |
| Мирослав Бијелић       | (3 еп. 1968)          |
| Павле Богатинчевић     | (3 еп. 1968)          |
| Едит Береш Тот         | (3 еп. 1968)          |
| Петар Божовић          | (3 еп. 1968)          |
| Мирко Даутовић         | (3 еп. 1968)          |
| Риста Ђорђевић         | (3 еп. 1968)          |
| Томанија Ђуричко       | (3 еп. 1968)          |
| Иво Јакшић             | (3 еп. 1968)          |
| Живојин Петровић       | (3 еп. 1968)          |
| Душан Почек            | (3 еп. 1968)          |
| Зоран Радмиловић       | Светолик (3 еп. 1968) |
| Ратко Сарић            | (3 еп. 1968)          |
| Зоран Стојиљковић      | (3 еп. 1968)          |
| Данило Бата Стојковић  | (3 еп. 1968)          |
| Душанка Тодић          | (3 еп. 1968)          |
| Власта Велисављевић    | (3 еп. 1968)          |
| Иван Ђурђевић          | (2 еп. 1968)          |

Комплетна ТВ екипа  ▼
| Редитељ                   | Здравко Шотра      | (3 еп. 1968)                 |
| Сценариста                | Милан Брујић       | (3 еп. 1968)                 |
| Сценариста                | Светолик Ранковић  | (3 еп. 1968)                 |
| Сценограф                 | Драгољуб Лазаревић | (3 еп. 1968)                 |
| Костимограф               | Зорица Ружић       | (3 еп. 1968)                 |
| Менаџер продукције        | Срба Чутурило      | вођа снимања (3 еп. 1968)    |
| Одсек за звук             | Дивна Рајић        | тон мајстор (3 еп. 1968)     |
| Одсек за камеру и расвету | Братислав Грбић    | пратилац камере (3 еп. 1968) |
| Одсек за камеру и расвету | Јован Нечић        | вођа расвете (3 еп. 1968)    |
| Одсек за камеру и расвету | Светозар Стошић    | пратилац камере (3 еп. 1968) |
| Одсек за камеру и расвету | Мирослав Воркапић  | пратилац камере (3 еп. 1968) |
| Одсек за монтажу          | Павле Марковић     | видео миксер (3 еп. 1968)    |
| Остала екипа              | Љубинка Курузовић  | секретар режије (3 еп. 1968) |